# Bring Me to Life
Bring Me to Life (pol. Przywróć mnie do życia) – pierwszy singel promujący album Fallen amerykańskiego zespołu rockowego Evanescence. Piosenka została napisana przez Amy Lee, Bena Moody'ego i Davida Hodgesa. Gościnnie wystąpił w niej Paul McCoy z 12 Stones. W 2010 roku singel uzyskał status platynowej płyty sprzedając się w nakładzie 1 mln egzemplarzy w Stanach Zjednoczonych.
Utwór został umieszczony na ścieżce dźwiękowej do filmu Daredevil. Ponadto został wykorzystany w 3 odcinku 3. sezonu serialu CSI: Kryminalne zagadki Miami.